# 류드스키 브르트
류드스키 브르트(슬로베니아어: Ljudski vrt)는 슬로베니아 마리보르에 위치한 축구 경기장으로 수용 인원은 12,702명이다. 경기장 이름은 슬로베니아어로 "인민 정원"을 뜻한다. 1952년에 개장했으며 NK 마리보르와 슬로베니아 축구 국가대표팀의 홈 구장으로 사용되고 있다.